# إيواو ماتسودا (سياسي)
إيواو ماتسودا هو سياسي ياباني، ولد في 19 مايو 1937 في غيفو في اليابان. نشط حزبياً في الحزب الليبرالي الديمقراطي الياباني والحزب الديمقراطي الياباني وحزب التجدد الياباني وحزب الآفاق الجديدة. وقد انتخب عضو مجلس المستشارين ‏ (26 يوليو 1998 – 25 يوليو 2010) وانتخب عضو مجلس النواب الياباني ‏.